# Buchkirchen
Buchkirchen là một đô thị thuộc huyện Wels-Land thuộc bang Oberösterreich, Áo. Đô thị Buchkirchen có diện tích 32 km², dân số thời điểm năm 2006 là 3659 người.
Bản mẫu:Wels-Land